# Pales nyctemeriana
Pales nyctemeriana är en tvåvingeart som först beskrevs av Hudson 1883.  Pales nyctemeriana ingår i släktet Pales och familjen parasitflugor. Inga underarter finns listade i Catalogue of Life.